# 9 Pułk Huzarów (Cesarstwo Niemieckie)

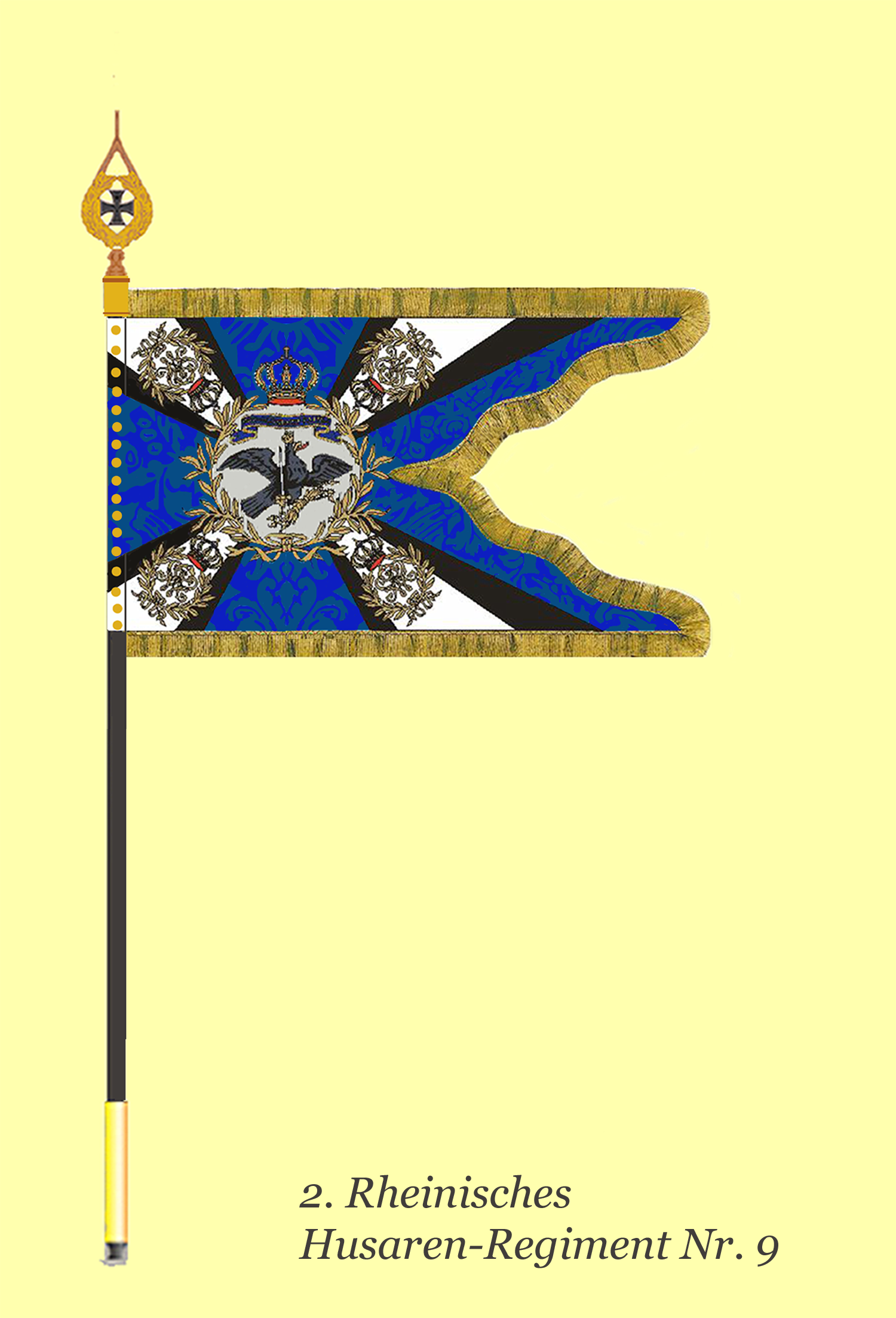
Chorągiew pułku

9 pułk huzarów (2 Reński) (niem. 2. Rheinisches Husaren-Regiment Nr. 9)  – pułk kawalerii niemieckiej okresu Cesarstwa Niemieckiego.

## Charakterystyka
Pułk został sformowany 7 marca 1815. Stacjonował w Strasburgu . Wchodził w skład XV Korpusu Armijnego .

 Wiosną 1914 był w strukturze 30 Brygady Kawalerii z 30 Dywizji Piechoty.

30 grudnia 1916 oddział przeorganizowano w spieszony pułk kawalerii.